# 幾何二極體
幾何二極體（英語：geometric diode）是利用不對稱的幾何結構以及準彈道/彈道輸運方式實現二極體特性。幾何二極體由於不依賴空乏區或電位勢壘來達成單向導通特性，而在所有的二極體中獨樹一幟。

## 製造

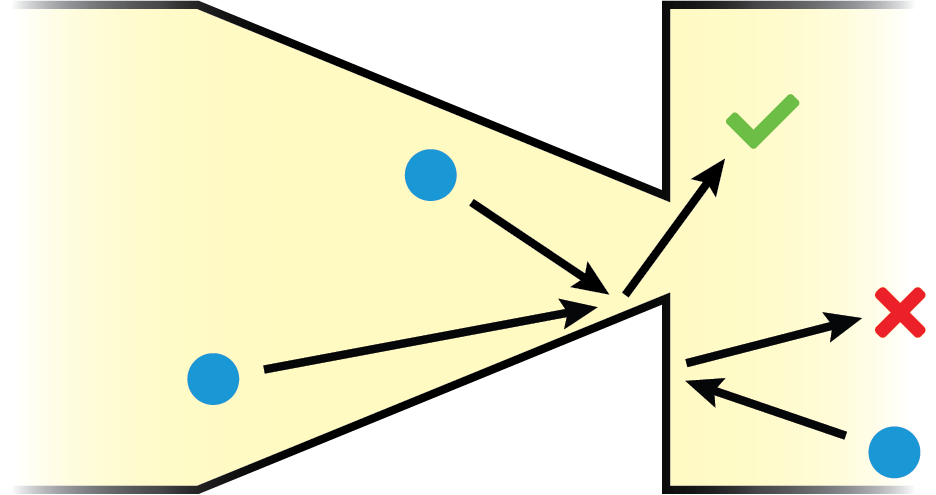
簡易的幾何二極體示意圖：藍色粒子代表著電荷載子。當載子向右側移動時可以成功地穿過洞口，然而載子由右側通道往左側移動時會受到遮擋而無法通過。

以二維電子氣的平面模型來描述，幾何二極體的構造是將一連續材料做成漏斗般的不對稱造型，漏斗口和較寬敞的通道連接，而漏斗口的長度必須要近似於該材料中電荷載子的平均自由程（英語：mean free path，MFP）。室溫下，載子的MFP短至數奈米（金屬材料），長可達數十或數百奈米（半導體材料），在某些系統中甚至可以大於1微米。這說明了要製造幾何二極體，必須採用高MFP的材料，或者要有奈米等級精度的製程技術。
幾何二極體是一種不需障蔽電位的多數載子元件，其利用漏斗狀的結構來使得單方向的載子流動較為順利，進而造成正逆向電流大小不同的現象。
幾何二極體的體積必須夠小，才能使載子進行彈道輸運。此外在理想上，一個幾何二極體的表面最好要能對載子作鏡像反射，然而這項條件不比體積夠小來的重要。

## 優缺點

### 優點
由於其他的二極體都依靠電位勢壘的原理工作，因此需要一定的導通電壓。幾何二極體在理論上可達到零偏壓導通，這個特性能夠大幅降低其消耗功率。然而上述特性只在理論上成立而已，實際的二極體在運作上都需要一定的偏壓。
幾何二極體的第二大好處也和低障蔽電位以及缺少少數載子有關。電位勢壘是二極體寄生電容的一大來源，而寄生電容會提高二極體的時間常數並造成其頻率響應降低。幾何二極體的寄生電容可低達數aF（10−18法拉）。幾何二極體的頻率響應與時間常數以及少數載子的流動性都無關，而是受限於多數載子通過其不對稱結構所需的時間。因此，幾何二極體能夠達到兆赫茲（THz）等級的頻率響應。
幾何二極體的相關特性能以幾何形狀、表面鍍層以及選用材料的特性進行調整，如此高的自由度是其他種類的二極體所無法實現的。
隨著產品體積越來越小，有關幾何二極體的研究資訊將能夠幫助我們了解介觀尺寸下的科技樣貌。

### 缺點
電位勢壘的缺乏帶來優點的同時也伴隨了一些缺陷，其中最主要的缺點就是：幾何二極體的逆偏電流相當大（與正向電流之間僅差了三到一個數量級，甚至更少）。因此需適當選擇用途。
由於幾何二極體通常為奈米大小，因此具有很大的電阻。這個缺點可以透過在製造過程中並聯許多二極體得到改善。
幾何二極體遇到最大的難題或許是其製程的穩定性以及增產的困難度。幾何二極體的製造通常需應用到發展較困難的奈米光刻技術，然而隨著光刻的解析度逐漸提升，這項問題或許在不久的將來能獲解決。

## 實驗範例
幾何二極體與電子棘輪現象有關。

### 二維電子氣
早期的研究採用極低溫狀態下的二維電子氣模型進行，原因在於載子於這種系統中的MFP相當的長。
有一種幾何結構受到了眾多的研究，其具有四個端點的造型，在正中央有一個或一整個陣列的反量子點（英語：antidot），當受到來自左或右側的電流供給時，其中的電荷會受力向下而非向上。這系統最初是在極低溫狀態下展示，後來變得能夠在常溫下運作，並能對50 GHz的訊號進行整流。

### 石墨烯
四端點系統也被以石墨烯材料成功製出，並能在室溫下運作。2013年，有種類似於簡易漏斗狀設計但與之不同的二端點結構受到發表。2021年，出現了名為《基於石墨烯製場效電晶體的彈道二極體之最佳設計》的研究，該研究中的設計表現出了兆赫茲等級的整流速度。

### 奈米線
2020年4月，使用矽奈米線製成的幾何二極體展現出在室溫下工作的能力。這項研究凸顯出了幾何二極體改變構造即可改變特性的可調性。另外此研究中的幾何二極體也展現出了40 GHz的整流能力（受到儀器影響無法進一步量測）。